# Troxochrus
Troxochrus es un género de arañas araneomorfas de la familia Linyphiidae. Se encuentra en la zona paleártica y Angola.

## Lista de especies
Según The World Spider Catalog 12.0:
- Troxochrus apertus Tanasevitch, 2011
- Troxochrus cirrifrons (O. Pickard-Cambridge, 1871)
- Troxochrus laevithorax Miller, 1970
- Troxochrus rugulosus (Westring, 1851)
- Troxochrus scabriculus (Westring, 1851)